# Elegia fistulosa
Elegia fistulosa är en gräsväxtart som beskrevs av Carl Sigismund Kunth. Elegia fistulosa ingår i släktet Elegia och familjen Restionaceae. Inga underarter finns listade i Catalogue of Life.

## Bildgalleri

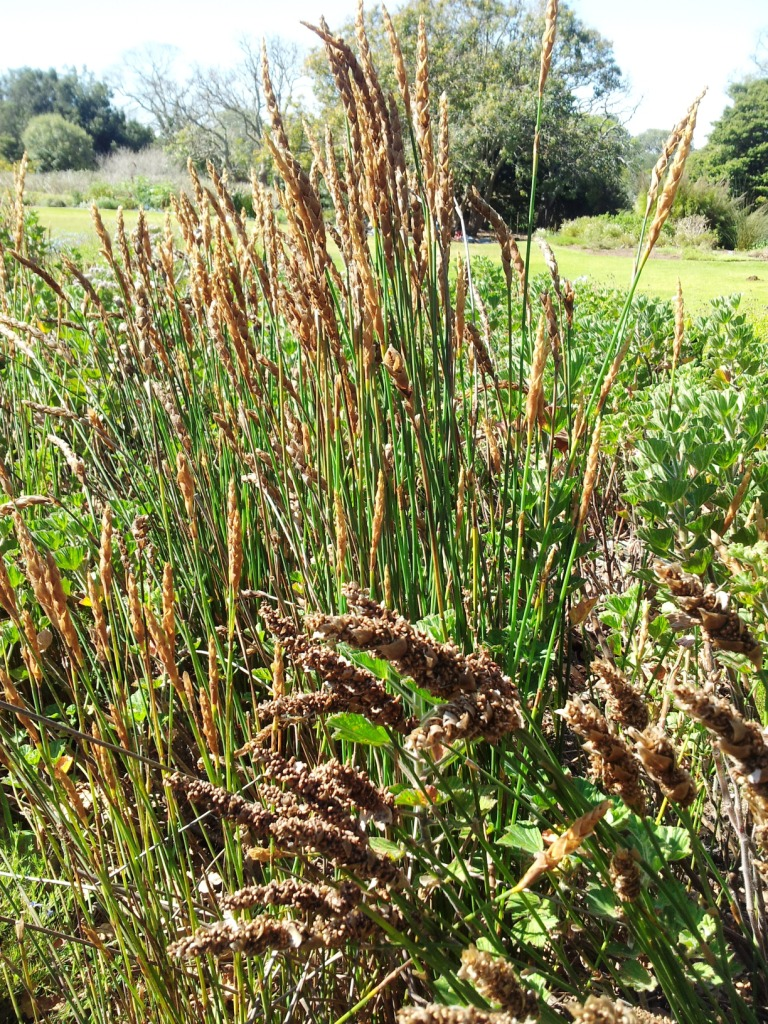
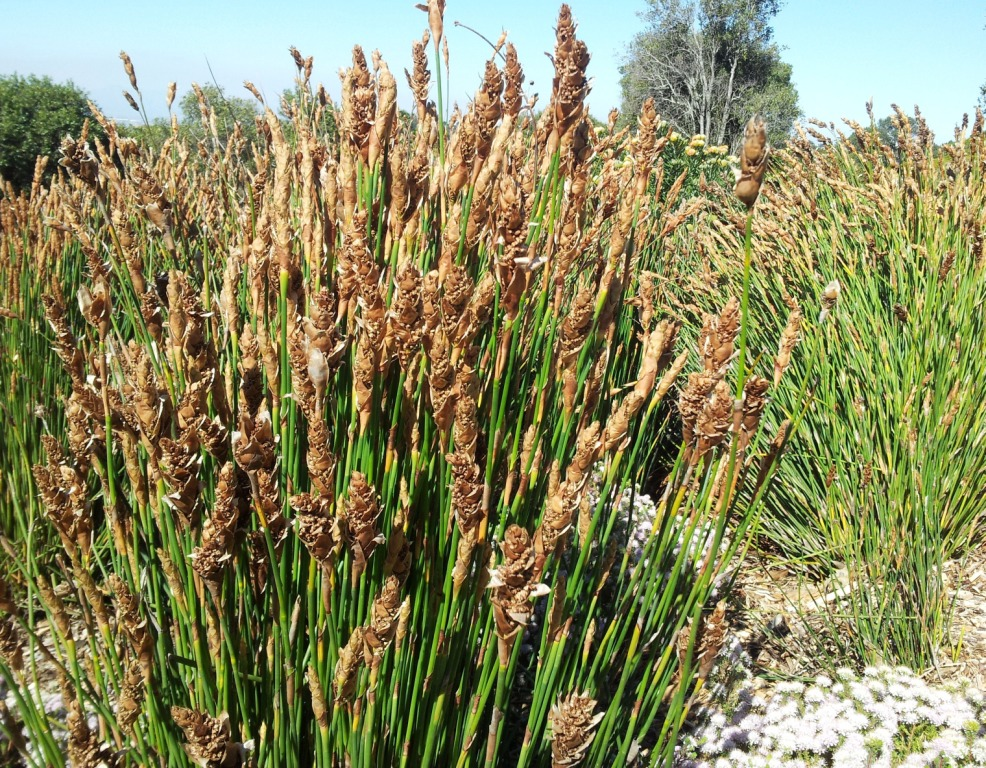
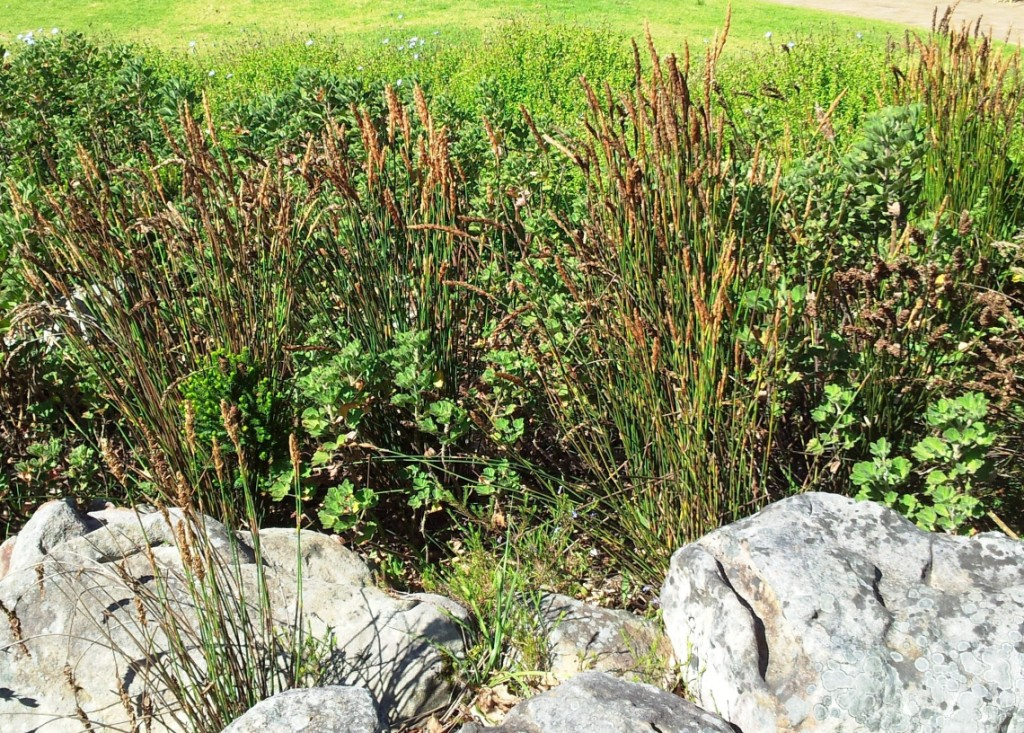
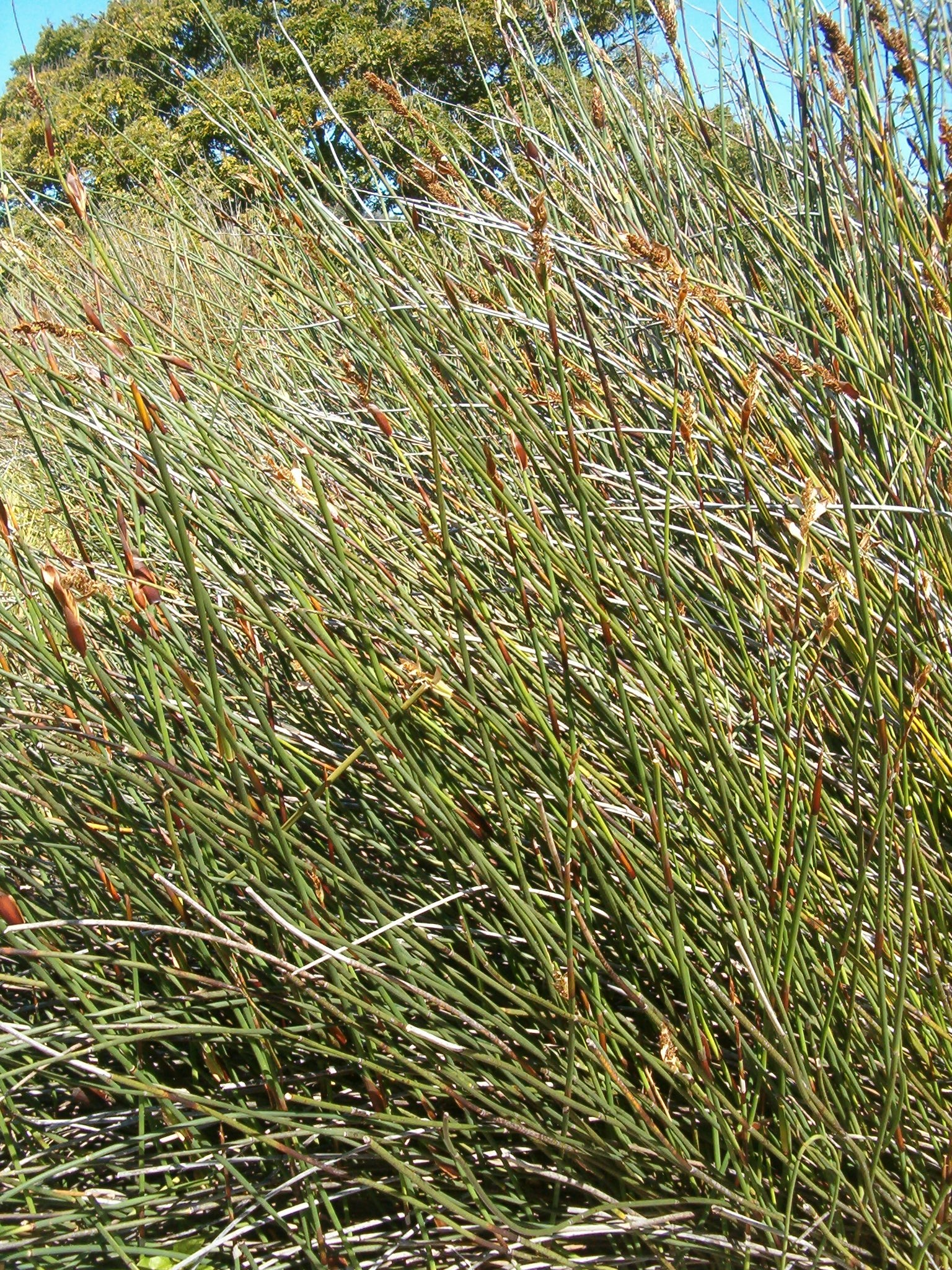